# Renminbi
Renminbi (chinesisch 人民幣 / 人民币, Pinyin Rénmínbìⓘ – „Volkswährung“, salopp ‚Volksgeld‘) ist die Währung der Volksrepublik China und wird von der Chinesischen Volksbank herausgegeben. Sie wurde im Jahr 1949 von der kommunistischen Regierung nach Gründung der Volksrepublik eingeführt. Als „Volksgeld“ unterschied man es vom parallel dazu in gleicher Stückelung existierenden Waibi, (外幣 / 外币,  wàibì), salopp dem „Fremdengeld“, korrekt der Fremdwährung bzw. Devisen, das Ausländern vorbehalten war.
Die internationale Abkürzung nach ISO 4217 ist CNY, in Off-Shore-Handelszentren für Devisen, beispielsweise Hongkong, auch als CNH gekennzeichnet, um sich von anderen Handelsplätzen zu unterscheiden. In China hingegen wird häufig RMB verwendet. Die Einheiten der Währung sind Yuan (元,  Yuánⓘ, alternative Symbole sind 圓 traditionell bzw. 圆 vereinfacht), Jiao (角,  Jiǎoⓘ) und Fen (分,  Fēnⓘ). Ein Yuán „元“, abgekürzt mit dem Symbol „¥“ („CN¥“), entspricht 10 Jiǎo „角“ oder 100 Fēn „分“.
In der chinesischen Umgangssprache wird statt Yuán (元) häufig Kuài (塊 / 块anhören (hochchinesisch)ⓘ – „Stück“) und anstatt Jiǎo (角 – „Horn, Ecke“) meist Máo (毛anhören (hochchinesisch)ⓘ – „Haar“) verwendet. Im Westen wird die Währung selbst auch oft mit Yuan oder Renminbi Yuan bezeichnet.

## Stückelung
Es existieren Geldscheine zu 100, 50, 20, 10, 5, 2 und 1 Yuan, 5, 2 und 1 Jiao und 5, 2 und 1 Fen. Geldstücke existieren zu 1 Yuán, 5 und 1 Jiao, 5, 2 und 1 Fen. Banknoten mit Fen-Werten sind aus dem Umlauf fast verschwunden.
| Einheit           | ugs. Bezeichnung       | Wert in ¥ (Yuan) |
| ----------------- | ---------------------- | ---------------- |
| 1 Yuan (元, yuán) | 1 Kuai (塊 / 块, kuài) | 1,00 ¥           |
| 1 Jiao (角, jiǎo) | 1 Mao (毛, máo)        | 0,10 ¥           |
| 1 Fen (分, fēn)   | 1 Fen (分, fēn)        | 0,01 ¥           |

Die Preise in den meisten Geschäften lauten auf volle Jiao, Ausnahme sind manche Supermarktpreise mit einer Endung auf 5 Fen, also halbe Jiao. Diese Preise werden meist jedoch an der Kasse auf volle Jiao-Beträge abgerundet.
Beim Wechsel von Fremdwährung in Yuan erhält man auch Münzen in Fen-Werten, da dort nicht gerundet wird.
Bei der Verwendung von kleinen Werten in Münzen oder Scheinen gibt es regionale Unterschiede: Während in Shanghai überwiegend 1-Yuan-Münzen im Umlauf sind, sind in Qingdao hauptsächlich 1-Yuan-Scheine, ebenfalls auch Scheine in Jiao-Werten im Umlauf.

## Wechselkurssystem

Wechselkurs gegenüber dem US-Dollar, seit 1981

Wechselkurs des Euro zum Renminbi seit 2005

Die chinesische Währung ist seit 1995 erst inoffiziell und später offiziell mit einer Bandbreite von 0,5 % an den US-Dollar gekoppelt. Seit dem 21. Juli 2005 betrug der Mittelkurs der Bindung 8,11 Yuan je Dollar (Stand Februar 2014). Davor hatte der Mittelkurs 8,277 Yuan pro Dollar betragen. In den 1980er-Jahren war der Kurs noch 2 Yuan pro US-Dollar gewesen. Die chinesische Zentralbank sorgt durch gezielte Devisenmarktinterventionen für ein Einhalten des vorgegebenen Wechselkurses.
Das feste Wechselkurssystem hat China zunächst sowohl in der Inflationsbekämpfung als auch beim Zugang zu internationalem Kapital große Vorteile verschafft, da die Wechselkurspolitik Chinas als sehr glaubwürdig gilt. Die hohen Zuflüsse an ausländischem Kapital der letzten Jahre wurden nicht zuletzt aufgrund des geringen Währungsrisikos getätigt. Selbst die Asienkrise überstand der Renminbi ohne Abwertung. In den letzten Jahren nahm jedoch der internationale Druck auf China zu, die Dollarbindung aufzuheben und seine Währung frei floaten (und somit vermutlich aufwerten) zu lassen. Vor allem die USA, die EU sowie die südostasiatischen Nachbarn Chinas fordern das Land auf, den ihrer Meinung nach inzwischen stark unterbewerteten Renminbi-Yuan freizugeben. Da die chinesische Währungspolitik jedoch durch Dollarkäufe indirekt die Staatsverschuldung der USA stützt, hätte eine Aufwertung des Renminbi für die USA ambivalente Folgen.
Die meisten Studien (zum Beispiel auch der Big-Mac-Index des Economist) zeigen eine erhebliche Unterbewertung der chinesischen Währung, die dem Land gegenüber seinen wirtschaftlichen Wettbewerbern einen erheblichen Kostenvorteil gibt. Die chinesische Zentralbank hat allerdings mehrfach verkündet, dass sie sich bei der Reform des Wechselkurssystems nicht unter Druck setzen lasse und ein Umbau des Systems von der volkswirtschaftlichen Lage Chinas sowie der Situation seines Finanzmarkts abhängt. Hierbei betrachten Regierung und Zentralbank die Wechselkursbindung nicht isoliert, sondern als Bestandteil mehrerer wirtschaftspolitischer Maßnahmen, zu denen auch erhebliche Kapitalverkehrskontrollen zählen.
Im Juli 2005 reagierte die Zentralbank auf den Druck der Märkte und ließ den Renminbi leicht um 2,1 % aufwerten. Für die Zukunft kündigte die Bank einen Übergang zu einem Währungskorb-System an. Nach ersten Verlautbarungen des Gouverneurs der Zentralbank Zhou Xiaochuan vom August 2015 sollte der Währungskorb mehr als zehn Währungen enthalten, vor allem US-Dollar, Euro, japanischen Yen und südkoreanischen Won. Allerdings war nach wie vor eine sehr starke Fokussierung auf den US-Dollar zu beobachten. Seit der Lösung der vollkommen festen Bindung wurde der Renminbi bis Juli 2007 um etwa neun Prozent aufgewertet. 2007 wurde der Renminbi um weitere sechs Prozent gegenüber dem Dollar aufgewertet, gleichzeitig um ebenfalls sechs Prozent gegenüber dem Euro abgewertet, da der Euro je Dollar um zwölf Prozent zulegen konnte. Das chinesische Wechselkursregime 2007 entsprach ungefähr einem Währungskorb mit gleich großer Gewichtung von Dollar und Euro.
Im Juni 2010 kündigte die chinesische Notenbank auf ihrer Webseite an, „die Reform der Wechselkurspolitik voranzutreiben und die Flexibilität des Wechselkurses zu erhöhen.“ Die Ankündigung wurde international positiv aufgenommen. Am 22. Juni 2010 setzte die chinesische Zentralbank die Tagesrate gegenüber dem Dollar um 0,42 % hoch.
Nach Einschätzung Paul Krugmans hat sich damit die chinesische Währungspolitik keineswegs dem Grundsatz nach geändert; schlimmstenfalls sieht er nur noch Handelssanktionen als mögliche Antwort.
Auch bei dem Jahrestreffen des Internationalen Währungsfonds im Oktober 2010 konnten die Differenzen über die chinesische Währungspolitik nicht geklärt werden. Vor allem die Vereinigten Staaten von Amerika erneuerten ihre Kritik an der Unterbewertung des Renminbi, Experten warnten vor einem „Währungskrieg“. Am 13. Oktober 2010 setzte die chinesische Zentralbank den Wechselkurs auf 6,6693 Yuan fest, damit hat der Renminbi-Yuan den höchsten Wert seit der Einführung der Dollar-Kopplung erreicht.
Von August 2010 bis August 2011 wurde der Yuan um fünf Prozent zum Dollar aufgewertet. Der Kurs belief sich auf 6,434 Yuan/Dollar (0,1554 Dollar/Yuan). Experten halten die Währung weiterhin für stark unterbewertet, glauben aber, dass die chinesische Notenbank Schritt für Schritt ihre Interventionen aufgeben wird, außerdem würde durch eine Liberalisierung des chinesischen Außenhandels der Renminbi zur frei konvertierbaren Währung.

### Ab 2015
Am 11. August 2015 wertete die chinesische Zentralbank den Renminbi-Yuan überraschend um 1,9 Prozent ab, gefolgt von einer weiteren Abwertung um 1,6 Prozent am Folgetag. Damit wolle man sich marktwirtschaftlichen Mechanismen annähern und sich den Erwartungen der Währungshändler anpassen. Dies sei ein weiterer „Baustein des finanzpolitischen Reformprogramms“. Beobachter befürchteten indes die Befeuerung eines neuen Währungskrieges, was von chinesischer Seite als „völlig übertrieben“ bezeichnet wurde.
Um ihre Währung zu einer der internationalen Leitwährungen zu machen, entkoppelte die chinesische Zentralbank sie 2015 vom US-Dollar. Der Wert eines Renminbi-Yuan wird seitdem über einen neuen Währungskorb bestimmt, in dem der US-Dollar aber noch als größte Einzelwährung vorhanden ist. US-Dollar, Euro und Yen machen etwa die Hälfte des Währungskorbs aus. Der Währungskorb wurde nach dem „China Foreign Exchange Trade System“ benannt und wird als „CFETS RMB Index“ bezeichnet. Der Anteil der einzelnen Währungen entspricht dem Handelsvolumen des jeweiligen Landes mit China.
Am 30. November 2015 erklärte der Internationale Währungsfonds (IWF) den Renminbi zur globalen Leitwährung neben US-Dollar, Euro, britischem Pfund und Yen. Mit diesem Status kann er im weltweiten Handel und Finanzsystem häufiger angewendet werden. Am 1. Oktober 2016 wurde der Renminbi als fünfte Währung in den Weltwährungskorb des IWF aufgenommen und ist damit zu einer wichtigen Korbwährung avanciert.
Laut dem Bericht über die Internationalisierung des RMB im Jahr 2020, der Ende August 2020 von der Chinesische Volksbank veröffentlicht wurde, hat die Chinesische Volksbank RMB-Clearingbanken in 25 Ländern und Regionen außerhalb von Festlandchina Ende 2019 eingerichtet.

## Renminbi-Handelszentrum
Als Handelszentrum für die chinesische Renminbi-Währung in der Euro-Zone wurde der Finanzplatz Frankfurt am Main vertraglich festgelegt.
Unternehmen aus der gesamten Eurozone können seit November 2014 über die RMB-Clearing-Bank (Bank of China, Niederlassung Frankfurt) ihren Zahlungsverkehr in Renminbi taggleich abwickeln. Vorher waren Renminbi-Zahlungen nur über ausgewählte Finanzplätze in Asien, insbesondere Hongkong, möglich.

## Aussehen
1999 wurde eine neue Serie von Banknoten veröffentlicht, die parallel zu den vorherigen Scheinen verwendet wurde, ehe letztere aus dem Umlauf verschwanden. Seither ist auf allen Renminbi-Scheinen (mit Ausnahme der nicht neu aufgelegten Scheine in Jiao-Werten) eine Abbildung von Mao Zedong zu sehen.
Die chinesische Notenbank hat Ende 2005 neue Banknoten eingeführt, die eine bessere Fälschungssicherheit bieten sollen. Die neuen Geldscheine im Wert von 1, 5, 10, 20, 50 und 100 Yuan unterscheiden sich kaum von der 1999 eingeführten Serie, enthalten nun aber zusätzlich neue Seriennummern, Wasserzeichen, die EURion-Konstellation und andere Merkmale.
2015 wurde eine neue Version der 100-RMB-Banknote eingeführt. Sie enthält unter anderem Sicherheitsmerkmale, wie zusätzliche Wasserzeichen und spezielle lichtreflektierende Zonen, bleibt aber optisch weitgehend gleich.

## Waibi – „Devisen“
Die 1979 zusätzlich zum Renminbi, dem Volksgeld, eingeführten speziellen Banknoten für Ausländer in derselben Yuan-Stückelung, die Foreign Exchange Certificates (FEC), in China als Waibi, Devisen (Fremdwährung), zum Unterschied vom Renminbi bekannt, wurden 1994 wieder abgeschafft, nachdem sich ein reger Schwarzmarkt um Waibi, also „Schwarzmarkt für Devisenhandel“ entwickelt hatte, da Import- und zahlreiche Exportprodukte nur gegen konvertibles Waibi erhältlich waren.

## Falschgeld
Falschgeld ist recht verbreitet. Um dem Fälschen von hohen Beträgen vorzubeugen, endet die Stückelung bereits bei 100 Yuan.
Wie bei heutigen Banknoten üblich, gilt auch bei Yuan-Banknoten das Überprüfungskonzept Fühlen – Sehen – Kippen. Der schwer fälschbare erhabene Tiefdruck auf der Vorderseite lässt sich an verschiedenen Stellen der Note gut ertasten, beispielsweise am rechten Rand, an der Schraffur an Maos Kragen oder an der Großschrift im zentralen oberen Bereich. Das Wasserzeichen, das auf der linken Seite zum Vorschein kommt, bietet allein keine genügende Verlässlichkeit, da gute Fälschungen auch dieses enthalten. Ein Blick unter einer UV-Lampe zeigt jedoch Merkmale wie Melierfasern, die auf Fälschungen nicht vorkommen. Als Kipp-Element ist unten links der Wert der Banknote in Siebdrucktechnik aufgebracht, jedoch lediglich mit leicht zu imitierendem Glitzern.

## Digitaler Yuan
Im April 2020 begannen die Tests des DCEP in vier Städten in China. Die Währung wird von der chinesischen Zentralbank herausgegeben. Der digitale RMB ist ein gesetzliches Zahlungsmittel und ist gleichwertig zu anderen CNY-Formen wie Banknoten und Münzen. Der digitale Yuan ist so konzipiert, dass sowohl bei nationalen als auch bei internationalen Transaktionen eine sofortige Gutschrift erfolgt. Er soll billiger und schneller sein als bestehende Finanztransaktionen. Die Technologie ermöglicht auch Transaktionen zwischen zwei Offline-Geräten.